# Psyrassa testacea
Psyrassa testacea là một loài bọ cánh cứng trong họ Cerambycidae.